# Polyzonus
Polyzonus is een kevergeslacht uit de familie van de boktorren (Cerambycidae). De wetenschappelijke naam van het geslacht werd voor het eerst geldig gepubliceerd in 1835 door Dejean.

## Soorten
Polyzonus omvat de volgende soorten:
- Polyzonus bentanachsi Vives, 2009
- Polyzonus copei (Vives, Bentanachs & Chew, 2009)
- Polyzonus drumonti Bentanachs, 2011
- Polyzonus prasinus (White, 1853)
- Polyzonus schmidti Schwarzer, 1926
- Polyzonus trocolii Bentanachs, 2012
- Polyzonus dohertyi Jordan, 1894
- Polyzonus obtusus Bates, 1879
- Polyzonus hefferni Vives, Bentanachs & Chew, 2008
- Polyzonus luteonotatus (Pic, 1928)
- Polyzonus nitidicollis Pic, 1932
- Polyzonus tetraspilotus (Hope, 1835)
- Polyzonus auroviridis Gressitt, 1942
- Polyzonus balachowskii Gressitt & Rondon, 1970
- Polyzonus bizonatus White, 1853
- Polyzonus brevipes Gahan, 1906
- Polyzonus cuprarius Fairmaire, 1887
- Polyzonus democraticus Lameere, 1890
- Polyzonus fasciatus (Fabricius, 1781)
- Polyzonus flavocinctus Gahan, 1894
- Polyzonus fucosahenus Gressitt & Rondon, 1970
- Polyzonus laurae Fairmaire, 1887
- Polyzonus pakxensis Gressitt & Rondon, 1970
- Polyzonus saigonensis Bates, 1879
- Polyzonus similis Podaný, 1980
- Polyzonus sinense (Hope, 1843)
- Polyzonus subtruncatus (Bates, 1879)
- Polyzonus violaceus Plavilstshikov, 1933
- Polyzonus yunnanum (Podaný, 1974)